# Страйк (бейсбол)
Страйк (англ. strike) — ігрова ситуація в бейсболі, яка виникає тоді, коли бетер не зумів відбити кинутий пітчером м'яч.
Страйк зараховується у випадках, якщо
- Кинутий пітчером м'яч пройшов у зоні страйку над домом на висоті від коліна до грудей бетера і був спійманий кетчером.
- Бетер зробив невдалу спробу відбити м'яч, при чому бита перетнула лінію дому.
- Якщо відбитий бетером м'яч вилетів за межі ігрового сектора і не був впійманий в повітрі (так званий фаул-страйк). Фаул-страйк не може бути третім страйком у протистоянні пітчера й бетера.

Бетер вибуває з інінґа, якщо проти нього зіграно три страйки.
Суддя (англ. umpire) вказує страйк гучним вигуком і будь-яким жестом.